# Villa's en tuinen van de Medici in Toscane
De villa's en tuinen van de Medici in Toscane zijn een reeks landelijke gebouwencomplexen in Toscane die tussen de vijftiende en de zeventiende eeuw eigendom waren van leden van de familie Medici. De villa's dienden verschillende functies: het waren de plattelandspaleizen van de Medici, verspreid over het territorium dat ze regeerden, waarmee ze hun macht en rijkdom demonstreerden. Het waren ook recreatieoorden voor de vrije tijd en het plezier van hun eigenaars; en, prozaïscher, ze waren het centrum van de landbouwactiviteiten op de omliggende landgoederen. In 2013 werden de Medici villa's toegevoegd aan de Werelderfgoedlijst van UNESCO.

## Geschiedenis

Locatie van belangrijke en minder belangrijke Medici villa's in Toscane.

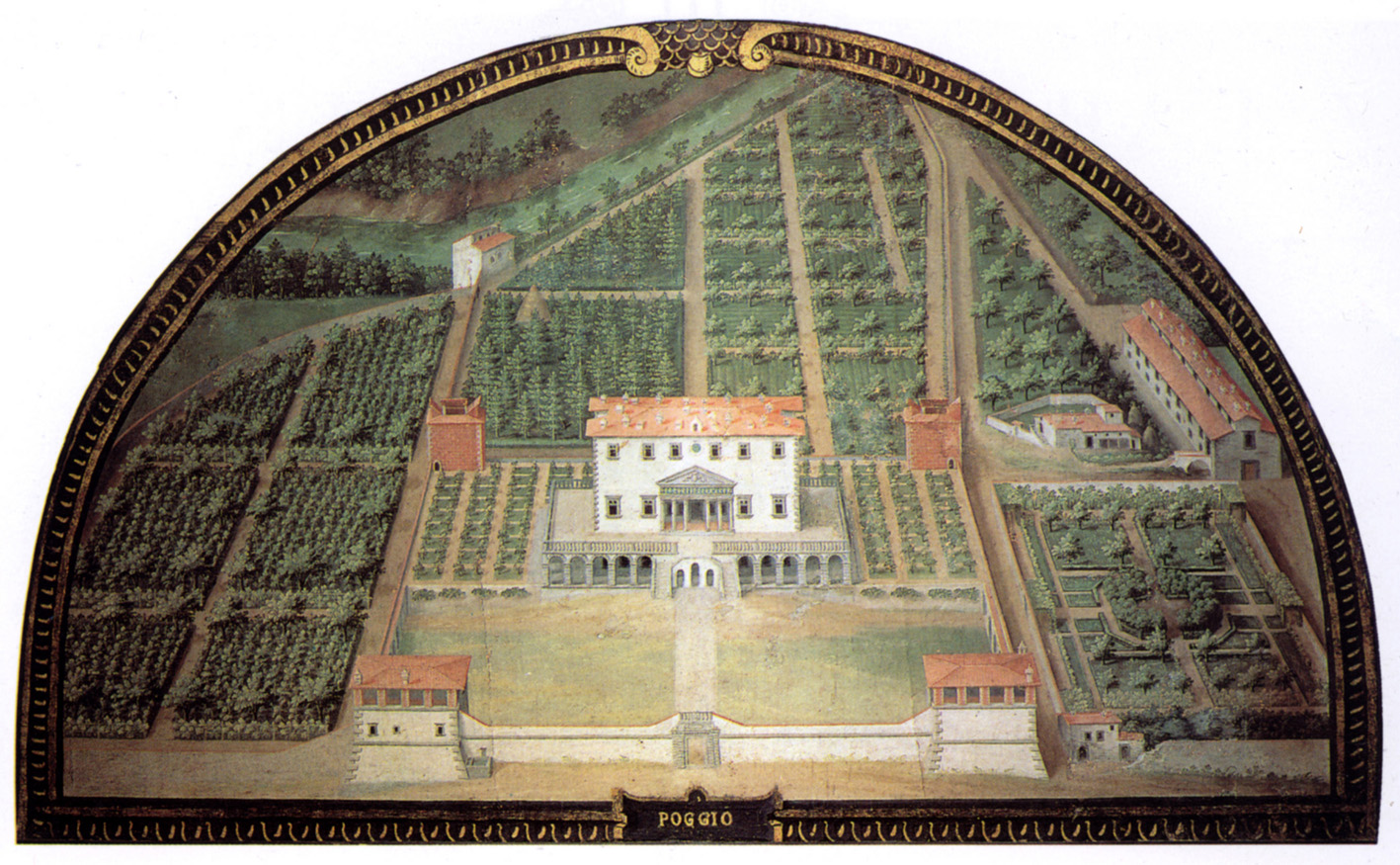
Villa di Poggio a Caiano geschilderd door Giusto Utens.

De eerste Medici villa's waren de Villa del Trebbio en de Villa di Cafaggiolo, beide sterk versterkte huizen gebouwd in de 14e eeuw in de Mugello, de oorspronkelijke thuisbasis van de Medici familie. In de 15e eeuw bouwde Cosimo de' Medici de Oude villa's ontworpen door Michelozzo in Careggi en Fiesole, nog steeds vrij strenge gebouwen, maar met extra ontspanningsruimtes: binnenplaatsen, balkons en tuinen. Lorenzo I de' Medici verbleef lange tijd in de Villa di Careggi. Geleidelijk aan werd Florence omringd door een verzameling Medici villa's, met andere in verder weg gelegen delen van het Groothertogdom Toscane. Aan het einde van de 16e eeuw waren er minstens 16 grote landgoederen, met nog eens minstens 11 van secundair belang (voornamelijk agrarisch of voor korte tijd eigendom van de familie Medici), samen met een constellatie van boerderijen en jachthuizen door heel Toscane. Giusto Utens schilderde een serie boogvelden met de belangrijkste Medici villa's in de 17e eeuw, die nu in het bezit zijn van de Villa La Petraia.
De laatste Medici villa's waren de Villa di Montevettolini en de Villa di Artimino, gekocht in 1595/1596 door Ferdinando I de' Medici terwijl hij de Villa di Castello, Villa La Petraia en Villa dell'Ambrogiana aan het uitbreiden was.
De latere villa's zijn uitstekende voorbeelden van renaissance- en barokarchitectuur en werden vaak vergezeld door tuinen. De tuin van de Villa di Castello, aangelegd voor Cosimo I de' Medici, Groothertog van Toscane, was de eerste in Italië door Niccolò Tribolo, die later de Boboli-tuinen ontwierp voor Cosimo's nieuwe verblijf in Florence, het Palazzo Pitti.
Elk belangrijk lid van de Medici-familie bezat een landgoed. De hertog verhuisde van huis naar huis. Als hij er verbleef, werd de villa een microkosmos van het Medici hof. Voor de jacht kon hij de Villa del Trebbio, Villa di Cafaggiolo of Villa di Pratolino bezoeken, in de lente in de Villa dell'Ambrogiana verblijven en naar de Villa di Artimino verhuizen om de zomer door te brengen in de koelere, hoger gelegen positie.
Na de dood van Gian Gastone de' Medici in 1737 werden het Groothertogdom Toscane en de bezittingen van de Medici's, waaronder hun villa's, aangekocht door Frans Stefan, hertog van Lotharingen (de latere Heilige Roomse Keizer). Frans Stefan bezocht Toscane slechts één keer in 1739 en de daaropvolgende zesentwintig jaar werden de villa's verwaarloosd. Toen Leopold I het hertogdom in 1765 erfde, waren veel villa's in slechte staat en werden ze verkocht. De rest bleef in gebruik door de Lotharingen tot 1860, toen Toscane werd opgenomen in het nieuwe Koninkrijk Italië. Het Huis van Savoye koos ervoor om op twee na alle overgebleven Medici villa's (La Petraia en Poggio a Caiano) te verkopen, die in hun bezit bleven tot het einde van de monarchie in 1946. Tegenwoordig zijn enkele van de Medici villa's musea; andere worden bewoond door instellingen en enkele zijn privébezit en worden vaak verhuurd of gebruikt voor openbare evenementen.
In 2006 diende de Italiaanse regering de Medici villa's in voor aanwijzing door UNESCO als Werelderfgoed. Tijdens de 37e UNESCO Werelderfgoedcommissie in 2013 in Phnom Penh werden “Villa's en tuinen van de Medici in Toscane” toegevoegd aan de Werelderfgoedlijst.

## Lijst

### Villa's en tuinen op de UNESCO-Werelderfgoedlijst
Twaalf villa's en twee tuinen zijn ingeschreven op de UNESCO-Werelderfgoedlijst:
| Naam                      | Gemeente              | Provincie | Eigendom van de Medici | Eigendom van de Medici | Huidig eigendom                | Oppervlakte (ha) | Oppervlakte buffer (ha) | Afbeelding | Lunetta |
| Naam                      | Gemeente              | Provincie | van                    | tot                    | Huidig eigendom                | Oppervlakte (ha) | Oppervlakte buffer (ha) | Afbeelding | Lunetta |
| ------------------------- | --------------------- | --------- | ---------------------- | ---------------------- | ------------------------------ | ---------------- | ----------------------- | ---------- | ------- |
| Villa di Cafaggiolo       | Barberino di Mugello  | Florence  | midden 14e eeuw        | 1738                   | privé                          | 2,35             | 649,56                  |            |         |
| Villa del Trebbio         | Scarperia e San Piero | Florence  | midden 14e eeuw        | 1738                   | privé                          | 1,60             | 650,31                  |            |         |
| Villa di Careggi          | Florence              | Florence  | 1417                   | 1738                   | publiek (regio Toscane)        | 3,60             | 55,71                   |            |         |
| Villa Medici in Fiesole   | Fiesole               | Florence  | 1450                   | 1671                   | privé                          | 2,11             | 44,88                   |            |         |
| Villa di Castello         | Florence              | Florence  | 1480                   | 1738                   | publiek (staatsmuseum)         | 8,33             | 289,31                  |            |         |
| Villa di Poggio a Caiano  | Poggio a Caiano       | Prato     | 1470                   | 1738                   | publiek (staatsmuseum)         | 9,31             | 135,63                  |            |         |
| Villa La Petraia          | Florence              | Florence  | 1544                   | 1738                   | publiek (staatsmuseum)         | 21,31            | 276,33                  |            |         |
| Boboli-tuinen             | Florence              | Florence  | 1549-1550              | 1738                   | publiek (staatsmuseum)         | 40,00            | 132,00                  |            |         |
| Villa di Cerreto Guidi    | Cerreto Guidi         | Florence  | 1555                   | 1738                   | publiek (staatsmuseum)         | 0,76             | 4,12                    |            |         |
| Palazzo di Seravezza      | Seravezza             | Lucca     | 1560                   | 1738                   | publiek (gemeentelijk museum)  | 1,01             | 50,14                   |            |         |
| Tuinen van Pratolino      | Vaglia                | Florence  | 1568                   | 1738                   | publiek (gemeentelijke tuinen) | 26,53            | 210,35                  |            |         |
| Villa La Màgia            | Quarrata              | Pistoia   | 1583                   | 1738                   | publiek (gemeente Quarrata)    | 2,10             | 103,65                  |            |         |
| Villa di Artimino         | Carmignano            | Prato     | 1596                   | 1738                   | privé                          | 1,04             | 701,66                  |            |         |
| Villa di Poggio Imperiale | Florence              | Florence  | 1565                   | 1738                   | publiek (staat)                | 5,35             | 235,43                  |            |         |

### Andere villa's in Toscane
| Naam                    | Gemeente             | Provincie | Eigendom van de Medici | Eigendom van de Medici | Huidig eigendom                  | Afbeelding | Lunetta |
| Naam                    | Gemeente             | Provincie | van                    | tot                    | Huidig eigendom                  | Afbeelding | Lunetta |
| ----------------------- | -------------------- | --------- | ---------------------- | ---------------------- | -------------------------------- | ---------- | ------- |
| Villa La Quiete         | Florence             | Florence  | 1453                   | 1650                   | publiek (regio Toscane)          |            |         |
| Villa di Collesalvetti  | Collesalvetti        | Livorno   | 1464                   | 1738                   | publiek (gemeente Collesalvetti) |            |         |
| Villa di Mezzomonte     | Impruneta            | Florence  | 1480 1629              | 1482 1644              | privé                            |            |         |
| Villa di Agnano         | San Giuliano Terme   | Pisa      | 1486                   | 1498                   | privé                            |            |         |
| Villa di Spedaletto     | Lajatico             | Pisa      | 1486                   | 1492                   | privé                            |            |         |
| Villa Il Palagio        | Montedomini          | Florence  | 1377                   | 1548                   | privé                            |            |         |
| Villa di Camugliano     | Ponsacco             | Pisa      | ca. 1530               | 1615                   | privé                            |            |         |
| Villa di Stabbia        | Cerreto Guidi        | Florence  | 1548                   | 1738                   | privé                            |            |         |
| Villa della Topaia      | Florence             | Florence  | ca. 1550               | 1738                   | privé                            |            |         |
| Villa di Marignolle     | Florence             | Florence  | 1560                   | 1621                   | privé                            |            |         |
| Villa di Arena Metato   | San Giuliano Terme   | Pisa      | ca. 1563               | 1738                   | privé                            |            |         |
| Villa di Lappeggi       | Bagno a Ripoli       | Florence  | 1569                   | 1738                   | privé                            |            |         |
| Villa dell'Ambrogiana   | Montelupo Fiorentino | Florence  | 1574                   | 1738                   | privé                            |            |         |
| Villa di Lilliano       | Bagno a Ripoli       | Florence  | 1584                   | 1738                   | privé                            |            |         |
| Villa di Coltano        | Pisa                 | Pisa      | 1586                   | 1738                   | publiek (gemeente Pisa)          |            |         |
| Villa di Montevettolini | Monsummano Terme     | Pistoia   | ca. 1595               | 1738                   | privé                            |            |         |
| Villa di Buti           | Buti                 | Pisa      |                        |                        | privé                            |            |         |
| Villa delle Pianore     | Santa Maria a Monte  | Pisa      | ca. 1596               | 1737                   | privé                            |            |         |

### Andere residenties binnen en buiten Toscane
De Medici van de groothertogelijke tak hadden talrijke stadsresidenties in Florence, Pisa, Siena en Livorno. Buiten het Toscane bezaten ze ook enkele prestigieuze paleizen in Rome, meestal bewoond door kardinalen van hun lijn.
| Naam                    | Gemeente | Provincie | Eigendom van de Medici | Eigendom van de Medici | Huidig eigendom                                    | Afbeelding |
| Naam                    | Gemeente | Provincie | van                    | tot                    | Huidig eigendom                                    | Afbeelding |
| ----------------------- | -------- | --------- | ---------------------- | ---------------------- | -------------------------------------------------- | ---------- |
| Palazzo Medici-Riccardi | Florence | Florence  | 1444                   | 1659                   | publiek (metropolitane stad Florence)              |            |
| Palazzo Vecchio         | Florence | Florence  | 1540                   | 1738                   | publiek (gemeente Florence)                        |            |
| Casino di San Marco     | Florence | Florence  | 1570                   | 1738                   | publiek (staat)                                    |            |
| Palazzo dela Crocetta   | Florence | Florence  | 1620                   | 1738                   | publiek (staatsmuseum)                             |            |
| Palazzo Medici di Pisa  | Pisa     | Pisa      | 1446                   | 1738                   | publiek (staat)                                    |            |
| Palazzo Reale di Pisa   | Pisa     | Pisa      | 1583                   | 1738                   | publiek (staatsmuseum)                             |            |
| Palazzo Mediceo         | Livorno  | Livorno   | 1543                   | 1738                   | publiek (staat, Guardia di Finanza)                |            |
| Palazzo Granducale      | Livorno  | Livorno   | 1605                   | 1738                   | publiek (provincie Livorno)                        |            |
| Palazzo Reale di Siena  | Siena    | Siena     | 1590                   | 1738                   | publiek (provincie Siena)                          |            |
| Palazzo Firenze         | Rome     | Rome      | 1561                   | 1587                   | publiek (staat, Società Dante Alighieri)           |            |
| Palazzo Madama          | Rome     | Rome      | 1505                   | 1537                   | publiek (staat, Senaat van de Republiek)           |            |
| Villa Madama            | Rome     | Rome      | 1518                   | 1537                   | publiek (staat, Ministerie van Buitenlandse Zaken) |            |
| Villa Medici            | Rome     | Rome      | 1576                   | 1738                   | Accademia di Francia a Roma                        |            |

Rotstekeningen van Valcamonica · Kerk en dominicanenklooster van Santa Maria delle Grazie met "Het Laatste Avondmaal" van Leonardo da Vinci · Historisch centrum van Rome, de bezittingen van de Heilige Stoel in die stad met speciale territoriale rechten en Sint-Paulus buiten de Muren · Historisch centrum van Florence · Venetië met zijn lagune · Domplein van Pisa · Historisch centrum van San Gimignano · Sassi en het park met de rotskerken van Matera · Vicenza en de Palladiaanse villa's in Veneto · Historisch centrum van Siena · Historisch centrum van Napels · Crespi d'Adda · Ferrara, stad van de renaissance in de Po-delta · Castel del Monte · Trulli van Alberobello · Vroeg-christelijke monumenten van Ravenna · Historisch centrum van Pienza · 18e-eeuws Koninklijk Paleis van Caserta met park, aquaduct van Vanvitelli en San Leuciocomplex · Residenties van het Koninklijk Huis van Savoye · Botanische tuin in Padua · Porto Venere, Cinque Terre en de eilanden Palmaria, Tino en Tinetto ·  Kathedraal, Torre Civica en Piazza Grande, Modena · Archeologisch Pompeï, Herculaneum en Torre Annunziata · Amalfitaanse kust · Archeologisch Agrigento · Villa Romana del Casale · Nuraghe Su Nuraxi bij Barumini · Nationaal park Cilento, Vallo di Diano e Alburni met archeologisch Paestum en Velia en Kartuizerklooster San Lorenzo · Historisch centrum van Urbino · Archeologische opgravingen en Patriarchale Basiliek van Aquileia · Villa Adriana, Tivoli · Eolische Eilanden · Assisi, Sint-Franciscusbasiliek en andere franciscaanse locaties · Verona · Villa d'Este, Tivoli · Laatbarokke steden in het Val di Noto (Zuidoost-Sicilië) · Heilige bergen · Monte San Giorgio · Etruskische begraafplaatsen van Cerveteri en Tarquinia · Val d'Orcia · Syracuse en de rotsnecropolis van Pantalica · Genua: Le Strade Nuove en het systeem van de Palazzi dei Rolli · Oude en voorhistorische beukenbossen van de Karpaten en andere regio's van Europa · Mantua en Sabbioneta · Rhätische Bahn in het Albula/Bernina-landschap · Dolomieten · Longobarden in Italië. Plaatsen van macht (568-774 na Christus) · Prehistorische paalwoningen in de Alpen · Etna · Villa's en tuinen van de Medici in Toscane · Wijngaardlandschap van Piëmont: Langhe-Roero en Monferrato · Arabisch-Normandisch Palermo en de kathedralen van Cefalù en Monreale · Venetiaanse verdedigingswerken van de 15e tot 17e eeuw: Stato da Terra - westelijke Stato da Mar · Ivrea, industriestad van de 20e eeuw · De prosecco-heuvels van Conegliano en Valdobbiadene · Historische kuuroorden van Europa (Montecatini Terme) · Padua's 14e-eeuwse frescocycli · De portieken van Bologna · Via Appia. Regina viarum